# Annette Laming-Emperaire
Pour les articles homonymes, voir Laming et Emperaire.
Annette Laming-Emperaire (Petrograd, Empire russe, 22 octobre 1917 – Curitiba, Brésil, 15 mai 1977) est une préhistorienne française, spécialiste de l'art pariétal et de la préhistoire de l'Amérique du Sud.

## Biographie
Annette Laming est née à Saint-Pétersbourg durant la révolution russe. Sa famille quitte la Russie et s'installe en France. Elle étudie la philosophie à Paris jusqu'au début de la Seconde Guerre mondiale. Pendant la guerre, Annette Laming participe à la Résistance française.
Après la guerre, elle étudie l'archéologie et se spécialise dans l'étude de l'art préhistorique, notamment les représentations pariétales de la grotte de Lascaux. Annette Laming soutient sa thèse de doctorat, intitulée La signification de l’art rupestre paléolithique, sous la direction de son professeur, André Leroi-Gourhan. Ce travail est publié en 1962.
Elle se marie avec l'archéologue Joseph Emperaire, qui fut élève de Paul Rivet. Joseph Emperaire soutient la thèse de l'arrivée de l'Homme sur le continent sud-américain par le Sud, avant sa migration par le détroit de Béring et le continent nord-américain. Tous les deux fouillent des sites archéologiques en Argentine, au Brésil et au Chili. Joseph Emperaire est tué lors de l'effondrement d'une paroi pendant une fouille.
Au début des années 1970, Annette Laming-Emperaire retourne au Brésil. Elle étudie en particulier six sites archéologiques dans la région de Lagoa Santa qui furent découverts un siècle plus tôt par l'archéologue danois Peter Wilhelm Lund. Lors de la campagne de fouilles de 1974-1975, elle découvre, sous un abri rocheux appelé Lapa Vermelha, des ossements humains fossiles, dont ceux de Luzia, à l"époque les plus vieux d'Amérique du Sud.
En mai 1977, Annette Laming-Emperaire se tue accidentellement à Curitiba (Brésil), et les travaux de recherche qu'elle avait engagés sont interrompus.
Selon Danièle Lavallée, Annette Laming-Emperaire fut « un des esprits les plus riches et les plus féconds de la recherche préhistorique française ».
Ses archives scientifiques sont déposées au Pôle archives de la Maison des Sciences de l’homme Mondes.

## Publications
- [Laming 1951] Annette Laming, L'art préhistorique : peintures, gravures et sculptures rupestres, Paris, Braun et Cie, 1951.
- [Laming 1954], Annette Laming, Tout au bout du monde, avec les hommes et les bêtes de Patagonie, Paris, Amiot-Dumont,1954.
- [Laming & Emperaire 1956] Annette Laming et Joseph Emperaire, « Découvertes de peintures rupestres sur les Hauts Plateaux du Paraná », Journal de la Société des Américanistes, no 45,‎ 1956, p. 165-178 (lire en ligne [sur persee]).
- [Laming-Emperaire 1959] Annette Laming-Emperaire (trad. Eleanore Frances Armstrong), Lascaux : Paintings and Engravings, Harmondsworth, A419, Middlesex, Engl. ; Baltimore, Maryland, Pelican Books, 1959.
- [Laming-Emperaire 1962] Annette Laming-Emperaire, La Signification de l’art rupestre paléolithique, Paris, éd. Picard, 1962.
- [Laming-Emperaire 1962] Annette Laming-Emperaire, « Travaux archéologiques en Amérique du Sud », Objets et Mondes, Paris, t. 2, no 3,‎ 1962.
- [Laming-Emperaire 1963] Annette Laming-Emperaire, L'Archéologie préhistorique, Paris, éd. du Seuil, coll. « Collections Microcosme, "le Rayon de la science" » (no 18), 1963.
- [Leroi-Gourhan et al. 1966] André Leroi-Gourhan, Gérard Bailloud, Jean Chevaillon, Annette Laming-Emperaire, Hélène Balfet (collab.), Claude Baudez (collab.), Michel Brézillon (collab.), Nicole Chavaillon (collab.) et Arlette Leroi-Gourhan (collab.), La Préhistoire, Paris, Presses universitaires de France, coll. « Nouvelle bibliothèque scientifique ».
- [Laming-Emperaire 1967] Annette Laming-Emperaire, « Guia para o Estudo das Indústrias Líticas da América do Sul. Manuais de Arqueologia », Archeologia, vol. 12, no 1,‎ 1967 (présentation en ligne, lire en ligne [PDF] sur journals.kvasirpublishing.com).
- [1973] Niède Guidon, Annette Laming-Emperaire, Luciana Pallestrini et André Prous, chap. 1 « L'État de São Paulo », dans Documents pour la préhistoire du Brésil méridional, Paris, EHESS, coll. « Cahiers d'archéologie d'Amérique latine » (no 2), 1973.
- [Laming-Emperaire et al. 1975] Annette Laming-Emperaire, André Prous, Águeda Vilhena de Moraes, J.L. Leme, M.C. Beltrão et al., Grottes et abris de la Région de Lagoa Santa, Minas Gerais, Brésil : premier rapport de la mission archéologique franco-brésilienne de Lagoa Santa, Paris, École pratique des hautes études, VIe section, coll. « Cahiers d' Archéologie d'Amérique du Sud » (no 1), 1975, 175 p..
- [Laming-Emperaire 1980] Annette Laming-Emperaire, Le problème des origines américaines : théorie, hypothèses, documents, Paris, Éditions de la Maison des sciences de l'homme / Presses universitaires de Lille, coll. « Cahiers d'archéologie et d'ethnologie d'Amérique du Sud », 1980, 157 p., sur gallica (lire en ligne).

Voir une liste plus complète de ses publications sur « Publications d'Annette Laming-Emperaire (1917-1977) », Journal de la société des américanistes, no 67,‎ 1980, p. 23-28 (lire en ligne [sur persee]).